# فرودگاه لرل (کاستاریکا)
فرودگاه لرل (کاستاریکا) (به انگلیسی: Laurel Airport (Costa Rica)) یک فرودگاه همگانی است که یک باند فرود آسفالت دارد و طول باند آن ۹۸۴ متر است. این فرودگاه در شهر لورل، کاستاریکا کشور کاستاریکا قرار دارد و در ارتفاع ۲۰ متری از سطح دریا واقع شده است.